# Kosali (Zebu)
Kosali (Hindi कोशाली) ist eine Zeburasse aus dem indischen Bundesstaat Chhattisgarh.

## Beschreibung
Die Zeburasse Kosali gehört zu den amtlich registrierten einheimischen Zeburassen in Indien. Die Ursprungsregion sind die Distrikte Raipur, Durg, Bilaspur und Janjgir-Champa in Chhattisgarh. Die Rinder werden zur Dungproduktion, als Zugtiere und zur Milchproduktion gehalten. Hauptsächlich sind sie in den zentralen Ebenen Chhattisgarhs zu finden. Die häufigsten Fellfarben sind Rotbraun, Weiß, Schwarz und Grauweiß. Schnauze, Wimpern und Hufe sind meistens schwarz. Das Deckhaar ist meist kurz und glatt und die Hörner kurz, stumpf und gerade bzw. etwas nach innen gekrümmt. Vom Charakter und Temperament her gelten die Rinder als in der Regel relativ ruhig und gefügig. Das Geburtsgewicht von Kälbern liegt bei etwa 13 bis 15 Kilogramm. Nach 12 bis 24 Monaten haben die Tiere ein Gewicht von etwa 85 kg (Kühe) bzw. 92 kg (Bullen) erreicht, und im ausgewachsenen Alter sind sie etwa 169 kg bzw. 212 kg schwer. Die Körperlänge erwachsener Tiere beträgt 90–102 cm bei Bullen und 88–98 cm bei Kühen und die Widerristhöhe 93–112 cm bzw. 88–101 cm. Es sind somit von der Statur her relativ kleine bis mittelgroße Tiere, die jedoch als an die lokalen Gegebenheiten und das örtliche Klima gut angepasst gelten. Das durchschnittliche Körpergewicht einer Kuh beim ersten Kalb beträgt etwa 160 kg und das minimale Alter beim ersten Kalb liegt bei vier Jahren. Die Milchproduktion pro Laktationsperiode ist mit durchschnittlich 210 Litern verhältnismäßig gering. Die Rinder werden in der Regel in Freien grasend und meist ohne Zufütterung gehalten.
Die Zahl der Kosali-Rinder in Indien wurde im Jahr 2007 auf etwa 1,5 Millionen geschätzt und im Jahr 2013 auf etwa 2,4 Millionen.